# Patrick Lefoulon
Patrick Lefoulon, född den 6 maj 1958 i Mantes-la-Jolie, Frankrike, är en fransk kanotist.
Han tog OS-silver i K-2 1000 meter i samband med de olympiska kanottävlingarna 1984 i Los Angeles.